# Acher ben David
Acher ben David est un kabbaliste juif, né à Posquières, dans le dernier tiers du XIIe siècle et disparu vers le milieu du XIIIe siècle.

## Biographie et travaux
Il est le petit-fils du rabbin Abraham ben David, et le neveu d'Isaac l'Aveugle, à qui il succède à la tête de l'école kabbalistique de Posquières (Gard). Son ouvrage principal, le Livre de l'Unité, est le premier traité kabbalistique qui nous soit parvenu complet. C'est également le premier livre de mystique juive destiné à un large public. Long et détaillé, l'ouvrage contient, en ouverture, le premier poème d'inspiration kabbalistique. Un très net penchant pour la philosophie néo-platonicienne caractérise cet auteur, selon Charles Mopsik.
Gershom Sholem tient le rabbin Acher ben David pour le principal transmetteur des doctrines de la Kabbale aux écoles rabbiniques catalanes, en particulier à l'école de Gérone, à la fin du XIIe ou au début de XIIIe siècle.